# Bataille de Boruszkowce
Guerre russo-polonaise de 1792
Batailles
- Mir
- Boruszkowce
- Zieleńce
- Dubienka
- Zelva
- Krzemień
- Markuszów

La bataille de Boruszkowce est une bataille de la guerre russo-polonaise de 1792 qui se déroule le 14 juin 1792, entre un détachement de l'armée de Michał Wielhorski et un détachement de l'armée russe de Mikhail Kakhovsky.

## Déroulement
Le gros des forces polonaises, sous le commandement de Józef Poniatowski rentre à Polonne en passant par Czantoria. Elles sont soutenues au sud par la division de Tadeusz Kościuszko. Le train de l'armée polonaise, est assuré par une division de Michał Wielhorski, forte de 6 500 soldats et 12 canons. L'itinéraire qu'il emprunte traverse une zone de forêts propice au harcèlement des troupes russes. 
Bien informé du mouvement des troupes polonaises, Mikhail Kakhovsky rassemble deux régiments cosaques sous le commandement d'Alexeï Orlov et une partie de la cavalerie d'Alexandre Tormassov pour attaquer et anéantir l'arrière du train polonais. Dans leur résistance farouche, les Polonais subissent de lourdes pertes humaines et perdent 7 canons. Ils finissent par se retirer sous le feu de l'ennemi qui reçoit régulièrement des renforts. 

## Sources
- (en) Cet article est partiellement ou en totalité issu de l’article de Wikipédia en anglais intitulé « Battle of Boruszkowce » (voir la liste des auteurs).